# Seznam sovjetskih letalskih asov druge kitajsko-japonske vojne
Seznam sovjetskih letalskih asov druge kitajsko-japonske vojne.

## B
Aleksej Sergejevič Blagoveščenski -

## G
Sergej Ivanovič Gricevec - 
Anton Aleksejevič Gubenko - 

## K
Konstantin Konstantinovič Kokkinaki - 
Grigorij Pantelejevič Kravčenko - 

## S
Stjepan Pavlovič Suprun -

## Z
Georgij Nefedovič Zaharov - 